# 滝澤志野
滝澤 志野 （たきざわ しの）は大阪府出身のウィーン国立バレエ団（ウィーン国立歌劇場）専属ピアニスト。即興演奏を得意とし、バレエピアニストとして専門性を深めながら、同歌劇場バレエ公演およびガラ公演において、J.S.バッハピアノ協奏曲第1番、チャイコフスキーピアノ協奏曲第3番等を演奏する等、ソリストとしても研鑽を重ねている。

## 略歴
大阪府出身。桐朋学園大学短期大学部ピアノ専攻卒業、同学部専攻科修了。在学時よりオペラ及びバレエ伴奏に携わり、舞台芸術のコレペティを志す。自力でバレエスタジオやオペラ団体の伴奏の仕事を得て、4年間いくつもの現場を掛け持ちして経験を積んだ。
2004年、在学中から憧れていた新国立劇場バレエ団のピアニストに。国内外のアーティストと共演するうち、本場欧州の劇場での経験を積みたい気持ちが大きくなっていった。
海外で活躍する知人の紹介でヨーロッパのいくつかの劇場を見学したところ、運よく次のシーズンからウィーン国立歌劇場で1名欠員が出る時と重なり、彼女は憧れのウィーン国立歌劇場の専属ピアニストとなった。
2011年冬、欧州各劇場の門戸を叩く就職活動旅にでかける。そこで一番の憧れだったウィーン国立歌劇場と専属契約を結び、同年夏、ウィーンに移住。即興演奏を得意とし、バレエピアニストとして専門性を深めながら、同歌劇場バレエ公演およびガラ公演において、J.S.バッハピアノ協奏曲第1番、チャイコフスキーピアノ協奏曲第3番等を演奏する等、ソリストとしても研鑽を重ねている。
2016年12月、自身初のレッスンCDを発売。ウィーン国立バレエ団の芸術監督、マニュエル・ルグリがCDにコメントを寄せ、「志野は宝物です。」と彼女のアーティストとしての才能を評価。それに対し、滝澤志野は公式ツイッターで「CDに寄せて頂いた監督のお言葉について。バレエの神様マニュエル・ルグリがこんな風に言ってくれたという感慨よりも。両親以外で「宝物」などと言ってくれる人とこの人生で出逢えたことに感動…。初めてこの言葉を見た時、その尊さに、涙がこぼれました。心に沁みわたります。日本時間 2016年12月14日 3:41」とつぶやいている。

## 受賞
第一回堺ピアノコンクール金賞、第一回21世紀ピアノコンクール金賞、2001年ピティナピアノコンペティション全国大会入賞。

## ディスコグラフィ
|     | タイトル                                              | 発売日        | 製作/販売 | 企画/制作協力  | 価格        | 備考 |
| --- | ----------------------------------------------------- | ------------- | --------- | -------------- | ----------- | ---- |
| 1st | ドラマティック・ミュージック・フォー・バレエ・クラス1 | 2016年12月8日 | 新書館    | オン・ポワント | ¥3,600 + 税 |      |